# Tikjda

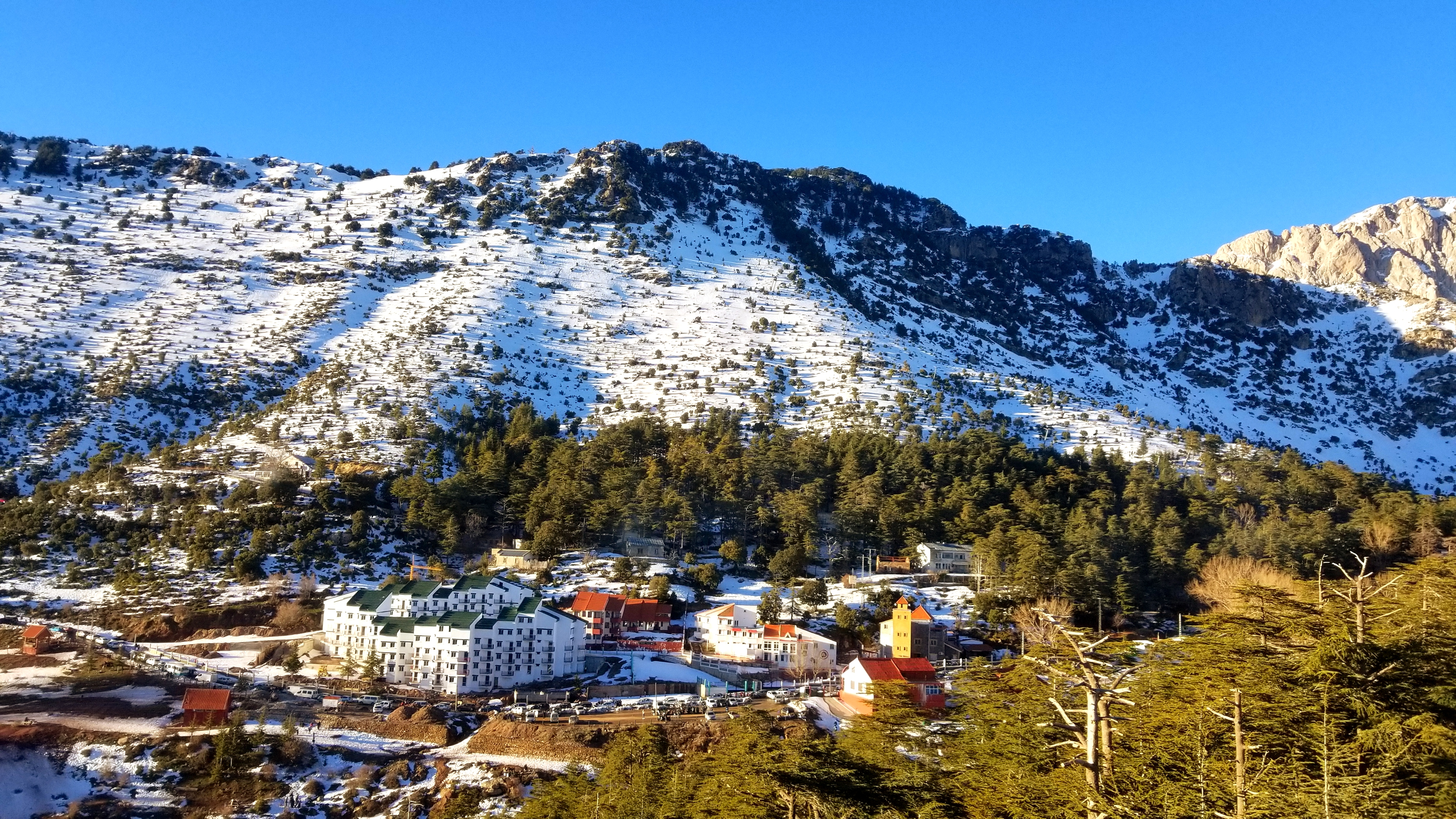
La estación de esquí de Tikjda.

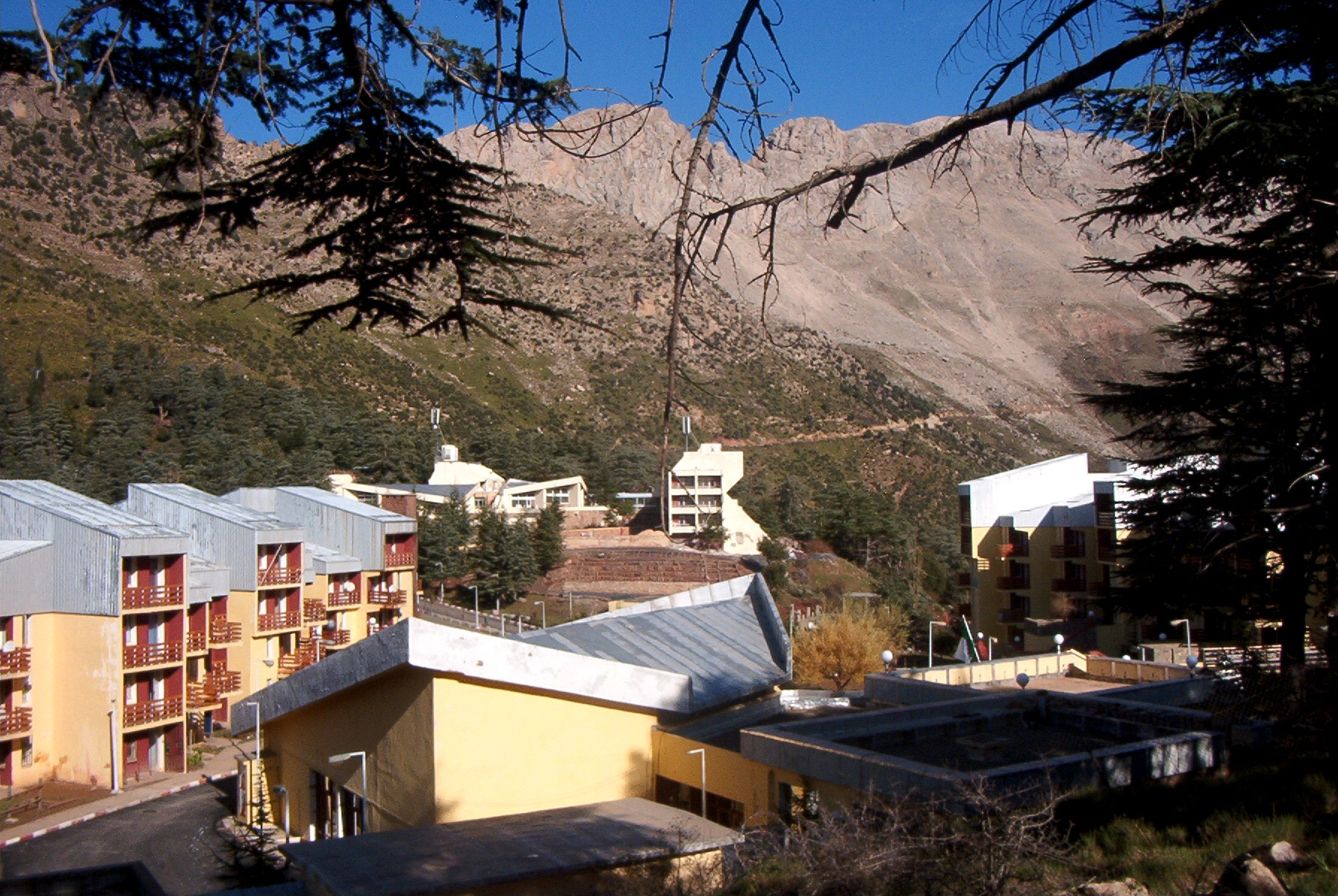
La estación de esquí de Tikjda.

Tikjda es una estación de esquí localizada en la cordillera de Djurdjura, al norte de Argelia, con una altitud de 1600 metros, en la provincia de Bouïra.
En verano, Tikjda ofrece paseos, escaladas y muchas excursiones cortas, con sitios como Point de vue du Djurdjura y Gouffre de l'Akouker.  El área alrededor de Tikjda tiene muchas cumbres y laderas cubiertas con bosques de cedro.
En días claros se puede ver el Mar mediterráneo.